# Чикчарни
Чикча́рни (англ. Chickcharnie / chickcharney / chickcharnee) — мифологическое загадочное существо, криптид в фольклоре Багамских Островов.

## История
Первые сообщения о чикчарни появились в 1934 году. Тогда некий ихтиолог Чарльзу М. Бредер (младший), побывавший на острове Андрос с экспедицией, описал этих существ карликовыми созданиями, живущими на верхушках деревьев. По мнению Бредера, чикчарни оказывали на местное население положительное и дурное влияние.
24 марта 1947 года в журнале «Таймс» опубликовалась безымянная статья, повествующая о чикчарни. В ней также указано, что существа небольшого роста, около полуметра, имеют птичьи черты, главным образом совиные. Также были отмечены у них рыжие бороды, беззубые рты и глаза розового цвета. Жители острова старались избегать встреч с чикчарни. В противном случае, проходя неподалёку от чичкарни, люди прятали большой палец и мизинец и чикчарни, по их мнению, принимали проходящих за Своих, ибо, по легенде, имели на лапах по три пальца. Чикчарни жили на деревьях и охраняли их от лесорубов. Срубившего хотя бы одно дерево якобы ждёт несчастье.
В 1968 году канадский специалист по рептилиям Том Куллен писал о своём путешествии на острове Андрос. Группа Куллена исследовала игуан. Общалась с местным населением, которое рассказало им о загадочных трехпалых птицах. Куллен именовал их не иначе как «пикси», заметив между «птицами» и «пикси» некое сходство. Том Куллен не верил в существование чикчарни, пока его группа не наткнулась на след некого гоминида. В записях Куллена отмечено, что все жители Андроса знали об этих «птицах». Куллен также отнёс «птиц» к некой отдельной расе.
Позже появились более подробные сообщения о чикчарни. По описаниям схожи с совами, только лапы заканчиваются тремя пальцами. Предполагается, что чикчарни не отбрасывают тени. Существует несколько версий происхождения чикчарни.
Первая повествует о том, что эти криптиды произошли от гигантских нелетающих птиц Tyto Pollens, которые жили на острове и вымерли примерно в XVI веке.
По другому предположению в XIX веке рабы-семинолы, обращенные в бегство из Флориды, перебрались на северную часть Андроса. По легенде этого народа среди них существовали некие полулюди-полусовы, именовавшиеся как «стикини», которые якобы и дали начало чикчарни.
Третий вариант происхождения гласит о том, что во второй половине того же XIX века некий охотник прибыл на остров, дабы поохотиться на уток. Суть в том, что, якобы во время охотничьего процесса, он и придумал чикчарни, благодаря своей богатой фантазии.
Жители Андроса и по сей день верят в существование загадочных существ чикчарни, которые живут на ветвях и являются стражами своих «высоких домов», не позволяющими срубать их никому.